# Беккер, Павел Васильевич
Павел Васильевич Беккер (нем. Paul Adam Becker; 1808—1881) — российский педагог, профессор и директор Ришельевского лицея, археолог.
Его брат — Василий Васильевич Беккер (1811—1874).

## Биография
Сын саксонского подданного, воспитанник Ревельской гимназии (1820—1826), где его отец Friedrich Wilhelm Becker был старшим учителем. После окончания в 1829 году Дерптского университета, Беккер отправился в Лейпциг, где в течение двух лет усердно занимался в университете, слушая, между прочим, лекции греческой словесности у Германа. После того он также около двух лет изучал римскую словесность и латинский язык в Берлинском университете. Наконец, в 1834 году П. В. Беккер был удостоен Йенским университетом степени доктора классической филологии.
После дальнейших двухлетних занятии за границей классической археологией, он вернулся в Россию и некоторое время был учителем в Санкт-Петербурге пока 13 марта 1837 года не был назначен адъюнктом латинской и греческой словесности в одесский Ришельевский лицей. После закрытия в нём кафедры греческой словесности с 1 января 1838 года он исправлял должность профессора римской словесности и, дополнительно, с 4 августа исправлял должность инспектора. После сдачи магистерского экзамена и защите диссертации в киевском университете Св. Владимира (27.10.1838), 9 марта 1839 года он был утверждён профессором и оставался в этой должности до 1857 года. Кроме этого с 19 февраля 1838 года до 19 июля 1850 года он заведовал основной библиотекой лицея; в 1840—1841 и в 1853—1854 годах преподавал латинский язык в гимназических классах Ришельевского лицея, а с 10 сентября 1848 года до конца 1852 года занимал должность директора одесской второй гимназии. Заведуя долгое время лицейской библиотекой, он много сделал для её обогащения и приведения в лучший порядок. С 1857 по 18 июня 1862 года П. В. Беккер состоял директором Ришельевского лицея.
В 1862 году он был уволен от должности директора лицея и причислен к министерству народного просвещения, а в 1863 году вышел в отставку и поселился в Дрездене, где и скончался 20 апреля 1881 года.
Русским языком Беккер владел плохо, но будучи знатоком своего предмета, считался одним из лучших педагогов своего времени. Зимой 1859 года он, с разрешения попечителя учебного округа H. И. Пирогова, бесплатно преподавал два раза в неделю для желающих учеников двух старших классов одесских гимназий латинский язык. Эти необязательные уроки однако же посещались почти всеми учениками, которые в течение трёх с половиной месяцев успевали больше, чем в течение академического года при обычном гимназическом преподавании. В лицее Беккер также читал для юристов, на латинском языке, институции Юстиниана и римские государственные древности.
Как учёный, Беккер составил себе почетное имя в области классической археологии; большинство его научных трудов касается древностей Новороссийского края. Свои сочинения он писал по преимуществу на немецком языке. Наиболее ценными из них, дополняющими «Черноморье» профессора Бруна, считаются следующие: «Beiträge zur genauen Kenntniss Tomi’s und Nachbarstädte» (Лейпциг, 1853 г. Здесь устанавливается место ссылки Овидия Назона возле города Кюстенджи); «Гражданский быт Тиритов при римских императорах» (Одесса, 1848 г.); «Тирас и Тириты». Изложение надписи, представляющей два рескрипта, данные римскими императорами на имя Тиритов. (Од. 1849 г.); «Берег Понта Евксинского от Истра до Борисфена в отношении к древним колониям». С 61 картой (Од., 1851 г. Сочинение это удостоено почетного отзыва Академии наук); «Материалы для древностей г. Томи и соседних ему приморских городов Понта Эвксинского» (Од. 1859 г.); «Новая коллекция надписей на ручках древних сосудов, найденных в Южной России» (Од., 1868 г.); «О надписях на ручках греческих амфор из собрания И. К. Суручана» (Од. 1879 г.); (почти все сочинения Беккера на русском языке печатались в «Записках» Одесского Общества Истории и Древностей, членом которого он состоял очень долгое время). «Die Herakleatische Halbinsel in archeologischer Beziehung» (Leipzig, 1856 г.); «Ueber zweite Sammlung unedirten Henkelinschriften aus dem südlich. Russland» (Leipzig, 1869 г.) и «Ueber dritte Sammlung…» (Leipzig, 1878 г.). П. В. Беккеру также принадлежат следующие труды: «Опыт объяснения неизданной монеты, относящейся к Вифинскому городу Тию» (Од. 1852 г.); «Керчь и Тамань в 1852 г.» (М., 1852 г., первоначально в «Пропилеях» Леонтьева, т. III); «Замечания о неизданных греческих надписях, собранных в южной России» (Од. 1862 г.); «Oratio de causis quibusdam, cur in Russia litterae latinae ordini juris studiosorum necessariae sunt» («Торжественный акт Ришельевского лицея 1842 г.»); «Neue Anschlusse über zwei olbiosche Inschriften» («Mélanges graeco-romains», v. I, 1854 г.); «Das Alterthum und Alterthümer der Schlangeninsel» (Од., 1856 г.), и др. Составленный Беккером учебный «Гимназический курс латинского языка» (Одесса, 1844—1845), считался значительно лучше одобренных министерством учебников, но, как не согласованный строго с программой министерства, успеха не имел.

## Семья
Был трижды женат. Один из его сыновей, инженер Карл Вольдемар Беккер (1841—1901) был отцом художницы Паулы Модерзон-Беккер (1876—1907).

## Источник
- Беккер, Павел Васильевич // Русский биографический словарь : в 25 томах. — СПб.—М., 1896—1918.
- Михневич И. Г. Исторический обзор сорокалетия Ришельевского лицея, с 1817 по 1857 г. — Одесса: в типографии Л. Нитче, 1857. — С. 81—82.